# Кирха Христа Спасителя (Бердянск)
Кирха Христа Спасителя (нем. Erlöserkirche) — евангелическо-лютеранский храм в городе Бердянске Запорожской области. Принадлежит Немецкой евангелическо-лютеранской церкви Украины, религиозный центр лютеран Бердянска немецкой церковной традиции. Архитектурный памятник государственного значения.
Расположена на пересечении улиц Лютеранской и Центральной по адресу Лютеранская улица, 21. Основная служба начинается в воскресенье в 10:00, также по средам в 17:00 проходит вечерняя молитва. Богослужения проходят на русском и немецком языках. В кирхе установлен клавишный духовой музыкальный инструмент — орга́н.

## История
Появление немецких колонистов относится к XVII веку. По приглашению Екатерины II иностранцы начали осваивать Северное Причерноморье. Им раздавали земли и освобождали от налогов на 30 лет.
Первые немецкие колонии возникли у берегов реки Молочная, всё дальше продвигаясь на восток Бердянского уезда Таврической губернии. Оседая на приглянувшихся местах, колонисты обустраивались, постоянно совершенствуя методы обработки земли, сельскохозяйственный инвентарь, строили колодцы и дренажные системы, успешно занимались различными ремёслами, разведением скота, виноградарством и садоводством.
В 1822 году на землях, занимаемых черноморскими немцами был образован Бердянский колонистский округ (Berdjansk Kolonistenbezirk). Немцы Бердянска, проживавшие в районе, который до сих пор называется «Колония», приняли большое участие в развитии города. Ими выложены ровные, просматривающиеся до самого конца улицы, которые современные горожане до сих пор называют так, как их называли немцы-колонисты — «линиями».
В 1865 году была основана лютеранская община Бердянска. Тогда в городе проживало около 180 немцев-лютеран.
В 1901 году началось строительство лютеранского храма во имя Христа Спасителя. Строился на пожертвования членов общины, которая на тот момент насчитывала более 1000 человек. В основном это были немцы, жившие на одной из окраин города — в так называемой Слободке Немецкой.
Строительство велось одновременно с домом общины, расположенном слева от кирхи, в котором чуть позже появилось немецкое лютеранское училище.
26 сентября 1903 года кирху освятили.
После указа украинского советского правительства в Харькове в 1919 году церковь отделялась от государства, а церковное имущество конфисковалось и передавалось в народную собственность. В 1920-х годах после притеснений советской властью лютеранская церковь пришла в упадок, в 30-х годах община была ликвидирована, а кирха закрыта. Пасторы были репрессированы.
В 1941 году все лица немецкой национальности были выселены с постоянного места жительства. По воспоминаниям местных жителей, их сажали на корабли или в вагоны и увозили в неизвестном направлении.
В послевоенные годы в храме и доме общины располагалась средняя школа № 3, а затем, в 1970-е годы, здание было передано Бердянскому педагогическому институту.
В 24 июня 1997 года, в День Иоанна Крестителя по Григорианскому календарю началось возрождение лютеранской общины в Бердянске.
Вот как пастор Веслав Лыжбицкий описывает заключительный этап возрождения — возвращение храма прихожанам:

…На протяжении 5-6 лет нами была собрана масса документов. Из Запорожского, Симферопольского, Санкт-Петербургского и других архивов.
Параллельно мы обращались в органы власти с просьбой о возвращении здания в собственность общины. И в итоге после иска в Запорожский областной хозяйственный суд здание нам вернули.— Эрлёзеркирхе (Кирха Христа Спасителя) (2 июня 2011).
1 июля 2007 года было возобновлено богослужение. В связи с реконструкцией кирхи богослужения также проходят в доме общины.
На 2011 год в общине состояло около 50 прихожан разных национальностей.
В 2016 году в рамках декоммунизации улица Горбенко, на которой размещена кирха, была переименована в улицу Лютеранскую.

## Архитектура
Кирха построена в неоготическом стиле. Краснокирпичное неоштукатуренное здание в традициях кирпичной готики имеет прямоугольную форму в плане с четырёхгранной апсидой. На главном фасаде храма одна двухъярусная четвериковая башня с высокой четырёхскатной крышей. Оба яруса башни венчают лепные карнизы с ажурными поясами. В оформлении фасадов использованы контрфорсы, стрельчатые проёмы, пинакли. Витражные окна создавали особую атмосферу. Главный вход оформлен стрельчатым порталом с круглым оконным проёмом над ним.
Башня и часть декора лютеранского храма в советское время были утрачены.

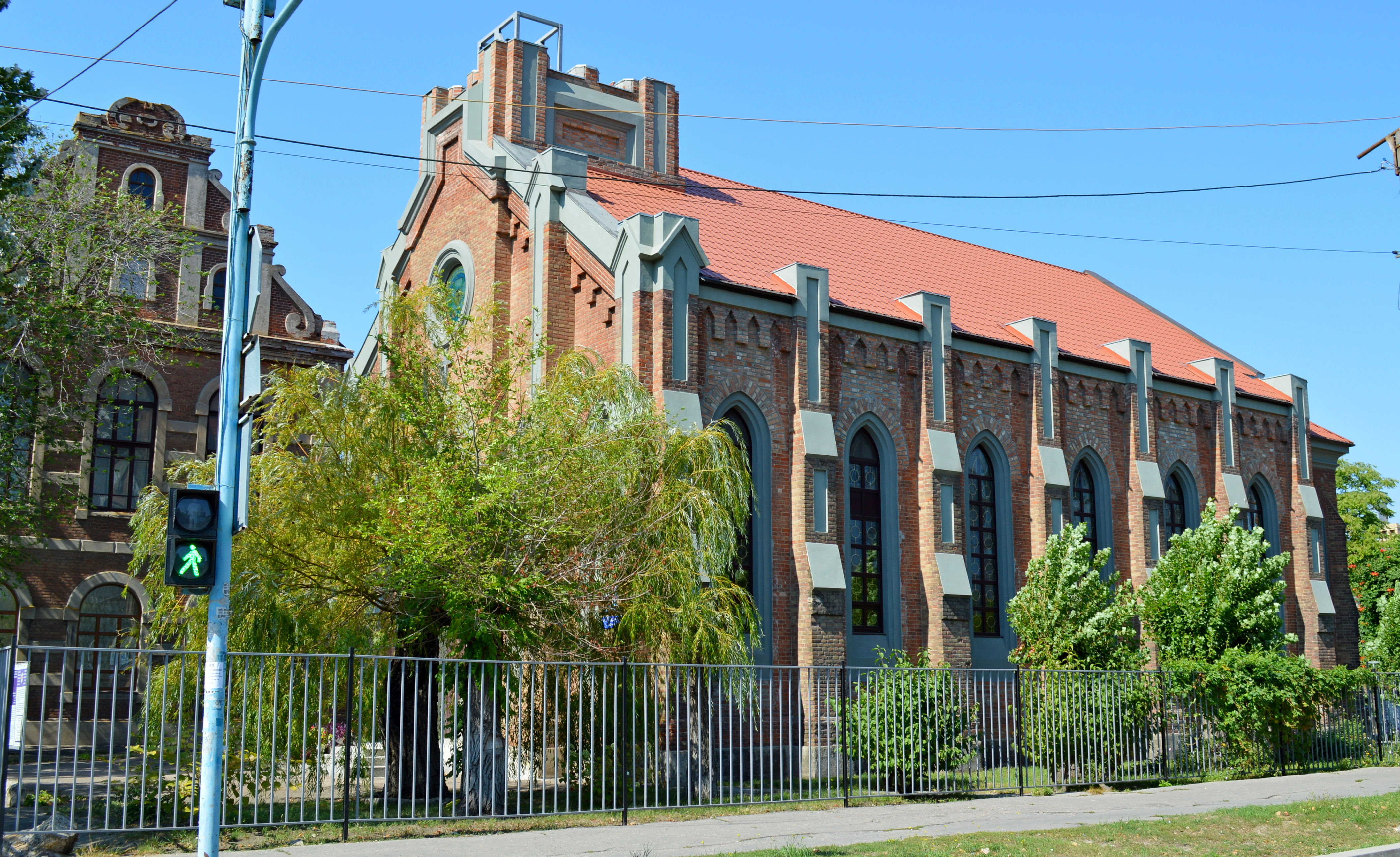
Современное состояние кирхи
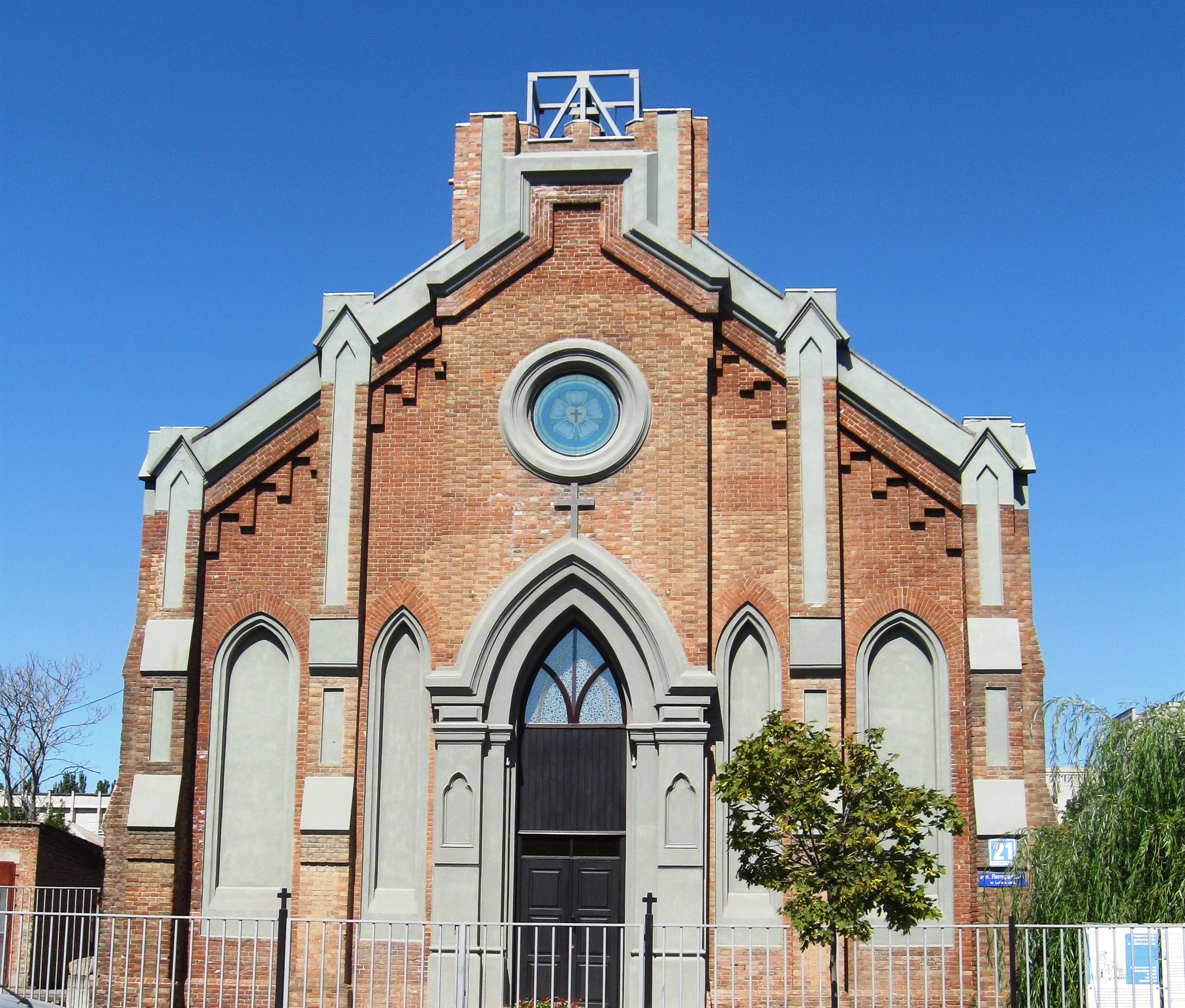
Вход в храм
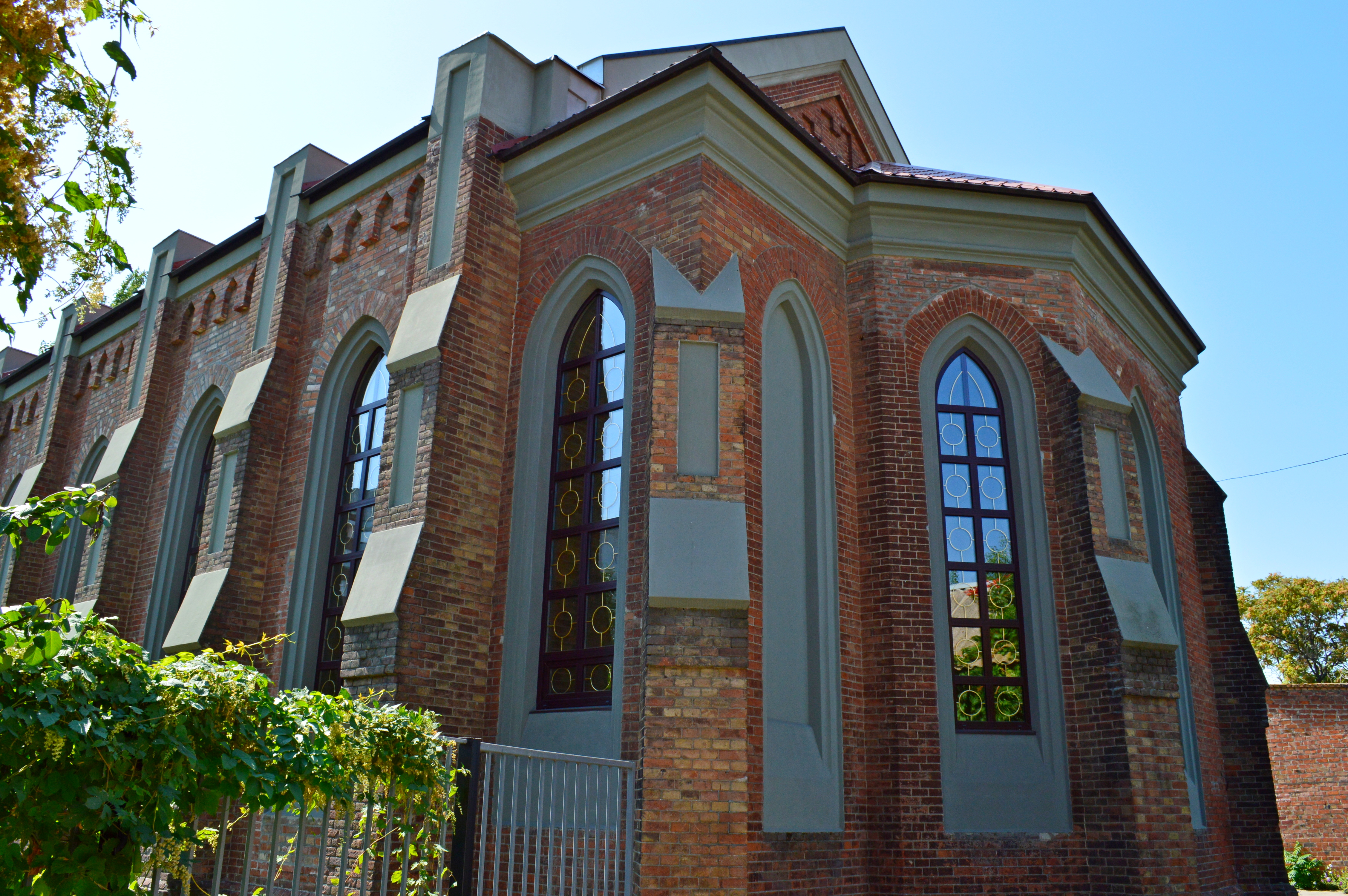
Алтарная сторона
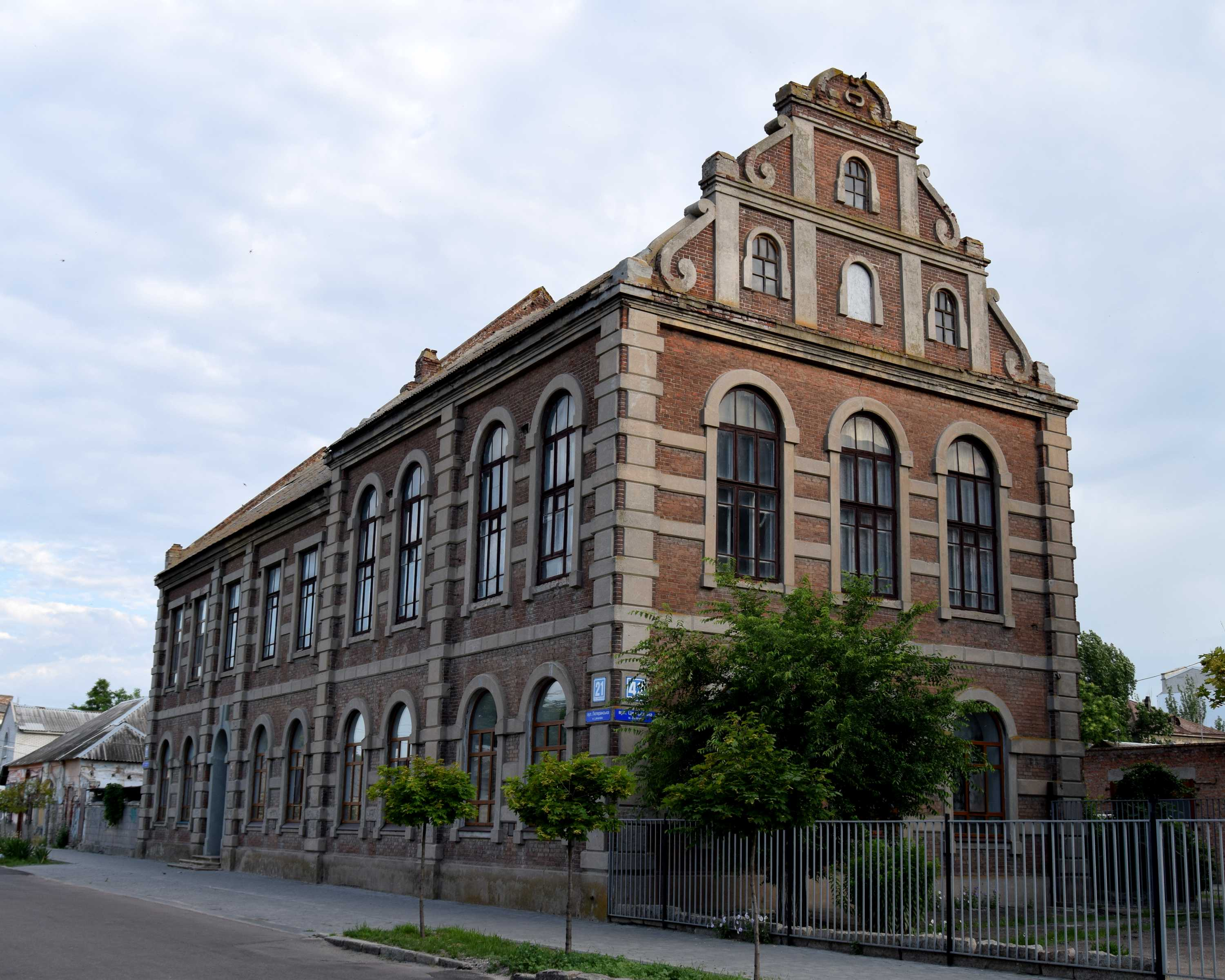
Дом общины

## Пасторы
- Веслав Лыжбицкий (11 января 2010 — …)
- Павел Шварц[укр.] (епископский визитатор)